# تپه جرندق ۲
تپه جرندق ۲ مربوط به دوران‌های تاریخی پس از اسلام است و در شهرستان تاکستان، روستای جرندق واقع شده و این اثر در تاریخ ۲۵ اسفند ۱۳۷۸ با شمارهٔ ثبت ۲۶۴۱ به‌عنوان یکی از آثار ملی ایران به ثبت رسیده است.